# MFK Crocus City
Le MFK Crocus City est un gratte-ciel de 217 mètres en construction à Krasnogorsk dans la banlieue de Moscou. 